# Tshimphaaba

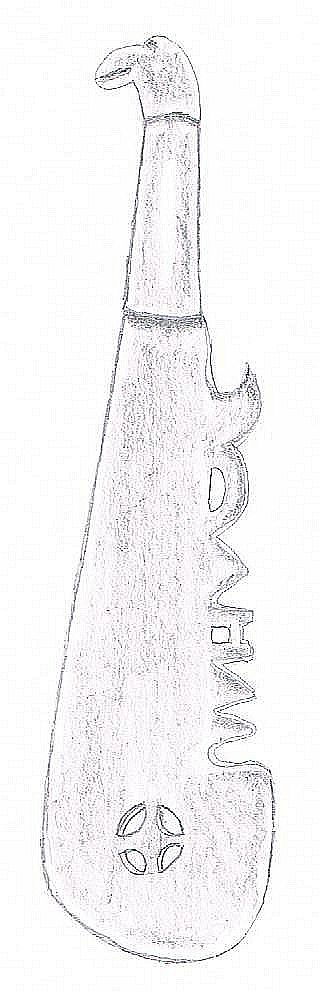
Tshimphaaba mit Griffstück in Form eines Vogelkopfes

Das Tshimphaaba (auch tsimphaaba, chimpaba, cimpaba) ist ein traditionelles Messer bzw. Schwert aus der demokratischen Republik Kongo. Es wurde von den Ethnien Woyo, Kakongo und Vili verwendet, in dem Muanda-Gebiet am Unterlauf des Kongo.

## Beschreibung
Das Tshimphaaba hat eine Klinge aus Eisen oder Kupfer; manche Exemplare bestehen ganz aus Holz oder Elfenbein. Das Griffstück besteht aus Holz oder Elfenbein und hat oft einen figürlich geschnitzten Knauf. Dieses kann eine menschliche Hand sein oder ein menschlicher oder tierischer Kopf.
Die Klinge beginnt gleich breit wie das Griffstück, wird zum Ort hin breiter und endet halbrund. Die Klinge ist in der Regel mit geometrischen Durchbrüchen verziert. Die charakteristischen Einschnitte am Klingenrand sind Sprichwortsymbole, die sich auf Familie, Orte und Ahnenopfer beziehen. Diese Messer befinden sich gewöhnlich unter Verschluss und werden nur zu politischen und religiösen Festen gezeigt. Die durchschnittliche Länge beträgt etwa 45 cm bei einem durchschnittlichen Gewicht von etwa 600 g.